# Замок Веціо
Замок Веціо — фортеця в районі озера Комо в Італії. Розташована на території муніципалітету Перледо. Пам'ятка середньовічної архітектури.
Згідно з традицією у замку доживала свої дні та померла королева лангобардів Теоделінда. У сучасному вигляді побудована в XIII столітті як одна з серії оборонних веж уздовж берега озера Комо. На місці побудови вже існувало невеличке гірське поселення з часів ломбардів, яке деякі дослідники пов'язують ще з племенами етрусків. Під час Першої світової війни добудована.
Наприкінці XX століття музеїфікована. На території комплексу проводяться показові виступи з соколами. У музеї також експонується скелет морської рептилії ларіозавра, виявленого неподалік.